# 秘隱扁尾翎電鰻
秘隱扁尾翎電鰻（学名：Platyurosternarchus crypticus）為輻鰭魚綱電鰻目線翎電鰻科的其中一種，為熱帶淡水魚，分布於南美洲巴西Branco河流域，體長可達30.8公分，棲息在底中層水域，生活習性不明。
其种加词“Crypticus”意为“隐藏的”。